# 4e bataillon de chars de combat
Le 4e bataillon de chars de combat (4e BCC), ou parfois 4e bataillon de chars légers, est une unité de l'armée française ayant participé à la bataille de France.

## Historique
Le 4e bataillon de chars de combat est mobilisé le 25 août 1939 par le centre mobilisateur des chars de combat no 502 à Angoulême, partir du 1er bataillon du 502e régiment de chars de combat. Ce dernier régiment est formellement dissout le 1er septembre 1939. Le terme de bataillon de chars légers (4e bataillon de chars légers) est  parfois conservé pour les deux bataillons de chars FCM 36, bien que la désignation BCL ait disparu en 1940.
Commandé par le commandant de Saint Sernin, il fait partie du groupe de bataillon de chars de combat no 503 rattaché à la 2e armée.
Au moment de l'offensive allemande du 10 mai 1940, le bataillon stationne à Stenay. Il entre le jour même en Belgique avec la  2e division légère de cavalerie puis avec la 3e division d'infanterie coloniale. Le 12 mai, il est mis à la disposition du 10e corps d'armée derrière la Meuse avec pour mission de participer à la défense de la région de Sedan. Les 13 et 14 mai, il combat dans des contre-offensives pour endiguer l'attaque allemande. Celle du 14 mai menée en direction de Bulson avec le 7e bataillon de chars de combat et avec les 205e et 213e régiment d'infanterie voit un début prometteur avant d'échouer face à la défense allemande. Du 15 au 17 mai, la 2e compagnie participe à la bataille de Stonne en défendant Sy. 

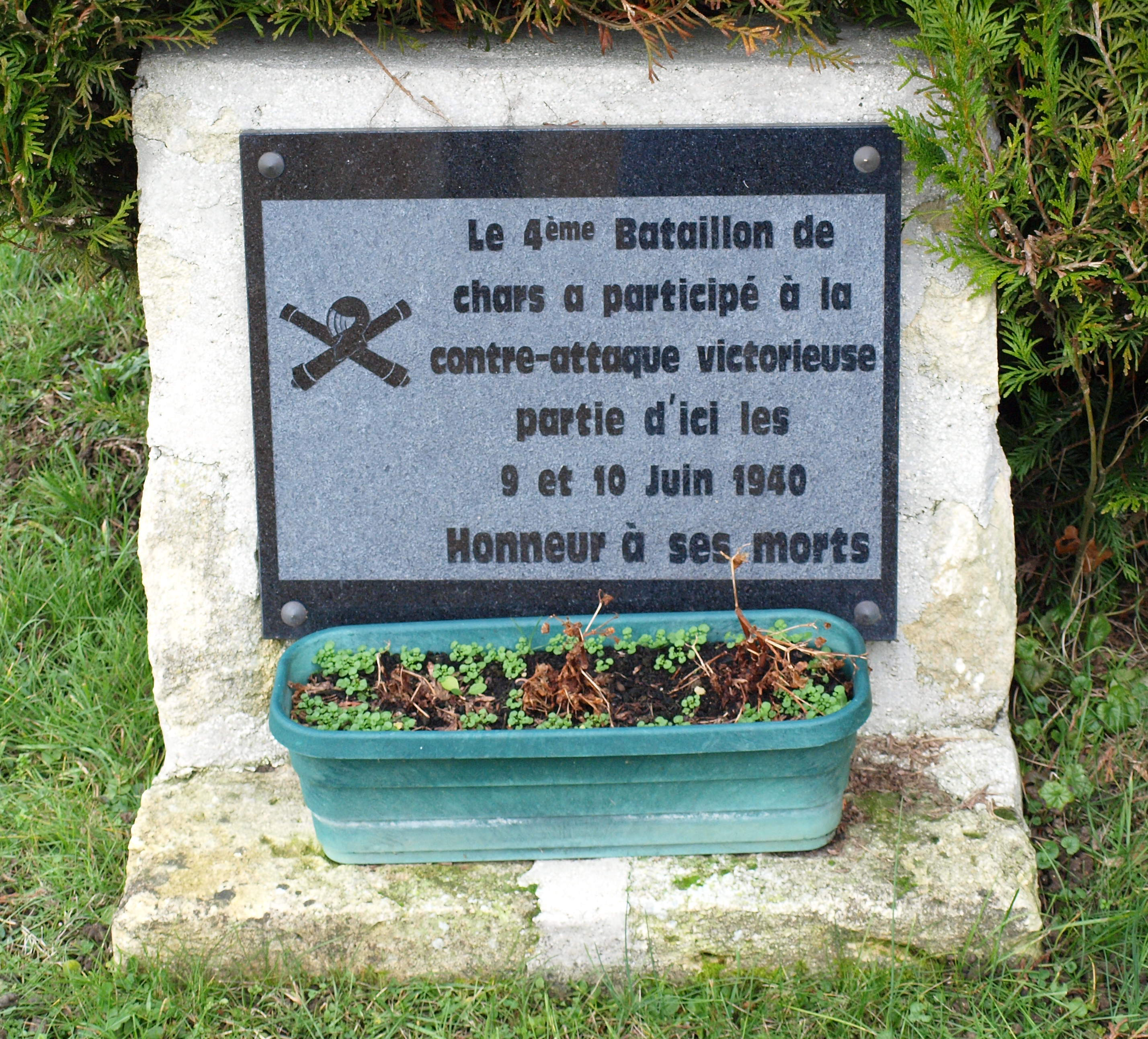
Plaque en mémoire des combats menés par le 4e BCC à Voncq les 9 et 10 juin 1940.

Le 26 mai, le bataillon est retiré de la ligne de front ayant subi de très lourdes pertes.  Le 8 juin, il retourne sur la ligne de front en Argonne pour appuyer le corps d'armée colonial avec des effectifs recomplétés. La 1re compagnie est détachée à la 36e division d'infanterie, le 2e à la 35e division d'infanterie et la dernière est en réserve. Le 9 et 10 juin, la première compagnie puis avec la troisième sont détachées au 57e régiment d'infanterie et participe à la contre-attaque sur Voncq. Elle permet de rétablir la situation au prix de lourdes pertes. Mais, la position devra être abandonnée devant le nombre d'Allemands.  
Les restes des deux compagnies engagées plus la deuxième qui n'a pas participé aux combats se regroupent ensuite à Véry où est formée une compagnie de marche. Elle est déplacée par voie ferrée à Sézanne où elle est rattachée à la 59e division d'infanterie dont il couvre le repli. Le reste de la compagne est uniquement une retraite.   
Le bataillon est dissout et recevra une citation à l'ordre de l'armée et la croix de guerre pour son action durant la campagne.